# Gunnar Åström
Gunnar Åström (ur. 15 stycznia 1904 – zm. 1952) – fiński piłkarz, który w latach 1923–1937 rozegrał w reprezentacji Finlandii 43 spotkania, trafiając 16 bramek. Był zawodnikiem klubu IFK Helsingfors.